# Férfi röplabdatorna a 2000. évi nyári olimpiai játékokon
A 2000. évi nyári olimpiai játékokon a férfi röplabdatornát szeptember 17. és október 1. között rendezték. A tornán 12 nemzet csapata vett részt.

## Lebonyolítás
A 12 résztvevőt 2 darab 6 csapatos csoportba sorsolták. Körmérkőzések döntötték el a csoportok végeredményét. A csoportból az első négy helyezett jutott tovább az negyeddöntőbe, ahonnan egyenes kieséses rendszerben folytatódott a torna. A csoportok ötödik és hatodik helyezettjei kiestek.

## Csoportkör
| Színmagyarázat                                              |
| ----------------------------------------------------------- |
| A csoportok első négy helyezettje bejutott a negyeddöntőbe. |
| A csoportok ötödik és hatodik helyezettjei kiestek.         |

### A csoport
|                     |      | Mérkőzések | Mérkőzések | Szettek | Szettek | Szettek | Pontok | Pontok | Pontok |
| Csapat              | Pont | Gy         | V          | Sz+     | Sz–     | SzA     | P+     | P–     | PA     |
| ------------------- | ---- | ---------- | ---------- | ------- | ------- | ------- | ------ | ------ | ------ |
| Brazília (BRA)      | 10   | 5          | 0          | 15      | 1       | 15,000  | 415    | 331    | 1,254  |
| Hollandia (NED)     | 9    | 4          | 1          | 12      | 5       | 2,400   | 417    | 360    | 1,158  |
| Kuba (CUB)          | 8    | 3          | 2          | 9       | 7       | 1,286   | 383    | 335    | 1,143  |
| Ausztrália (AUS)    | 7    | 2          | 3          | 6       | 10      | 0,600   | 327    | 374    | 0,874  |
| Spanyolország (ESP) | 6    | 1          | 4          | 7       | 12      | 0,583   | 404    | 444    | 0,910  |
| Egyiptom (EGY)      | 5    | 0          | 5          | 1       | 15      | 0,067   | 309    | 411    | 0,752  |

| 2000. szeptember 17. 10:00 | Spanyolország (ESP)   | 3–0 | Egyiptom (EGY) | Nézőszám: 3889 Játékvezető: Themistoklis Kalpaktsoglou (GRE), Paolo Porcari (ITA) |
| 2000. szeptember 17. 10:00 | (25–20, 25–10, 25–21) |     |                | Nézőszám: 3889 Játékvezető: Themistoklis Kalpaktsoglou (GRE), Paolo Porcari (ITA) |

| 2000. szeptember 17. 14:30 | Kuba (CUB)            | 0–3 | Hollandia (NED) | Nézőszám: 8100 Játékvezető: Kim Kun-Tae (KOR), Doug Wayne Wilson (USA) |
| 2000. szeptember 17. 14:30 | (22–25, 20–25, 23–25) |     |                 | Nézőszám: 8100 Játékvezető: Kim Kun-Tae (KOR), Doug Wayne Wilson (USA) |

| 2000. szeptember 17. 20:40 | Ausztrália (AUS)      | 0–3 | Brazília (BRA) | Nézőszám: 9020 Játékvezető: Hóbor Béla (HUN), Fernando Nava (MEX) |
| 2000. szeptember 17. 20:40 | (13–25, 14–25, 21–25) |     |                | Nézőszám: 9020 Játékvezető: Hóbor Béla (HUN), Fernando Nava (MEX) |

| 2000. szeptember 19. 12:25 | Spanyolország (ESP)          | 1–3 | Kuba (CUB) | Nézőszám: 4495 Játékvezető: Wang Ning (CHN), Doug Wayne Wilson (USA) |
| 2000. szeptember 19. 12:25 | (21–25, 12–25, 25–21, 20–25) |     |            | Nézőszám: 4495 Játékvezető: Wang Ning (CHN), Doug Wayne Wilson (USA) |

| 2000. szeptember 19. 12:30 | Egyiptom (EGY)        | 0–3 | Brazília (BRA) | Nézőszám: 7085 Játékvezető: Themistoklis Kalpaktsoglou (GRE), Paolo Porcari (ITA) |
| 2000. szeptember 19. 12:30 | (28–30, 18–25, 21–25) |     |                | Nézőszám: 7085 Játékvezető: Themistoklis Kalpaktsoglou (GRE), Paolo Porcari (ITA) |

| 2000. szeptember 19. 18:30 | Hollandia (NED)       | 3–0 | Ausztrália (AUS) | Nézőszám: 8200 Játékvezető: Takashi Shimoyama (JPN), Ivan Golianski (RUS) |
| 2000. szeptember 19. 18:30 | (25–19, 25–17, 25–15) |     |                  | Nézőszám: 8200 Játékvezető: Takashi Shimoyama (JPN), Ivan Golianski (RUS) |

| 2000. szeptember 21. 10:00 | Kuba (CUB)            | 3–0 | Egyiptom (EGY) | Nézőszám: 4217 Játékvezető: Ivan Golianski (RUS), Abdulkhaleq Isa Al Sabah (BRN) |
| 2000. szeptember 21. 10:00 | (25–11, 25–18, 25–15) |     |                | Nézőszám: 4217 Játékvezető: Ivan Golianski (RUS), Abdulkhaleq Isa Al Sabah (BRN) |

| 2000. szeptember 21. 18:30 | Brazília (BRA)        | 3–0 | Hollandia (NED) | Nézőszám: 8437 Játékvezető: Songsak Chareonpong (THA), Hóbor Béla (HUN) |
| 2000. szeptember 21. 18:30 | (25–20, 25–17, 27–25) |     |                 | Nézőszám: 8437 Játékvezető: Songsak Chareonpong (THA), Hóbor Béla (HUN) |

| 2000. szeptember 21. 20:30 | Ausztrália (AUS)             | 3–1 | Spanyolország (ESP) | Nézőszám: 8487 Játékvezető: Doug Wayne Wilson (USA), Kim Kun-Tae (KOR) |
| 2000. szeptember 21. 20:30 | (23–25, 25–20, 25–23, 25–19) |     |                     | Nézőszám: 8487 Játékvezető: Doug Wayne Wilson (USA), Kim Kun-Tae (KOR) |

| 2000. szeptember 23. 10:00 | Egyiptom (EGY)               | 1–3 | Hollandia (NED) | Nézőszám: 4656 Játékvezető: Abdulkhaleq Isa Al Sabah (BRN), Juan Angel Pereyra (ARG) |
| 2000. szeptember 23. 10:00 | (21–25, 11–25, 33–31, 20–25) |     |                 | Nézőszám: 4656 Játékvezető: Abdulkhaleq Isa Al Sabah (BRN), Juan Angel Pereyra (ARG) |

| 2000. szeptember 23. 12:30 | Kuba (CUB)            | 3–0 | Ausztrália (AUS) | Nézőszám: 8128 Játékvezető: Paolo Porcari (ITA), Ivan Golianski (RUS) |
| 2000. szeptember 23. 12:30 | (25–17, 25–20, 25–18) |     |                  | Nézőszám: 8128 Játékvezető: Paolo Porcari (ITA), Ivan Golianski (RUS) |

| 2000. szeptember 23. 21:00 | Spanyolország (ESP)          | 1–3 | Brazília (BRA) | Nézőszám: 8145 Játékvezető: Takashi Shimoyama (JPN), Songsak Chareonpong (THA) |
| 2000. szeptember 23. 21:00 | (27–25, 14–25, 21–25, 20–25) |     |                | Nézőszám: 8145 Játékvezető: Takashi Shimoyama (JPN), Songsak Chareonpong (THA) |

| 2000. szeptember 25. 12:00 | Hollandia (NED)              | 3–1 | Spanyolország (ESP) | Nézőszám: 4737 Játékvezető: Paolo Porcari (ITA), Stoyan Kostov Stoyanov (BUL) |
| 2000. szeptember 25. 12:00 | (25–18, 25–17, 24–26, 25–21) |     |                     | Nézőszám: 4737 Játékvezető: Paolo Porcari (ITA), Stoyan Kostov Stoyanov (BUL) |

| 2000. szeptember 25. 12:30 | Brazília (BRA)        | 3–0 | Kuba (CUB) | Nézőszám: 8125 Játékvezető: Jarmo Tapio Salonen (FIN), Hóbor Béla (HUN) |
| 2000. szeptember 25. 12:30 | (28–26, 30–28, 25–18) |     |            | Nézőszám: 8125 Játékvezető: Jarmo Tapio Salonen (FIN), Hóbor Béla (HUN) |

| 2000. szeptember 25. 18:30 | Ausztrália (AUS)      | 3–0 | Egyiptom (EGY) | Nézőszám: 6900 Játékvezető: Klaus Fezer (GER), Fernando Nava (MEX) |
| 2000. szeptember 25. 18:30 | (25–17, 25–23, 25–22) |     |                | Nézőszám: 6900 Játékvezető: Klaus Fezer (GER), Fernando Nava (MEX) |

### B csoport
|                        |      | Mérkőzések | Mérkőzések | Szettek | Szettek | Szettek | Pontok | Pontok | Pontok |
| Csapat                 | Pont | Gy         | V          | Sz+     | Sz–     | SzA     | P+     | P–     | PA     |
| ---------------------- | ---- | ---------- | ---------- | ------- | ------- | ------- | ------ | ------ | ------ |
| Olaszország (ITA)      | 10   | 5          | 0          | 15      | 4       | 3,750   | 482    | 421    | 1,145  |
| Oroszország (RUS)      | 9    | 4          | 1          | 13      | 7       | 1,857   | 465    | 443    | 1,050  |
| Jugoszlávia (SCG)      | 8    | 3          | 2          | 12      | 9       | 1,333   | 489    | 461    | 1,061  |
| Argentína (ARG)        | 7    | 2          | 3          | 7       | 11      | 0,636   | 409    | 446    | 0,917  |
| Dél-Korea (KOR)        | 6    | 1          | 4          | 8       | 14      | 0,571   | 491    | 504    | 0,974  |
| Egyesült Államok (USA) | 5    | 0          | 5          | 5       | 15      | 0,333   | 417    | 478    | 0,872  |

| 2000. szeptember 17. 12:00 | Dél-Korea (KOR)       | 0–3 | Olaszország (ITA) | Nézőszám: 3907 Játékvezető: Jose Ramon Perez Vento (CUB), Jarmo Tapio Salonen (FIN) |
| 2000. szeptember 17. 12:00 | (25–27, 23–25, 18–25) |     |                   | Nézőszám: 3907 Játékvezető: Jose Ramon Perez Vento (CUB), Jarmo Tapio Salonen (FIN) |

| 2000. szeptember 17. 12:30 | Oroszország (RUS)            | 3–1 | Jugoszlávia (SCG) | Nézőszám: 8056 Játékvezető: Takashi Shimoyama (JPN), Josebel Palmeirim (BRA) |
| 2000. szeptember 17. 12:30 | (19–25, 25–23, 25–23, 25–20) |     |                   | Nézőszám: 8056 Játékvezető: Takashi Shimoyama (JPN), Josebel Palmeirim (BRA) |

| 2000. szeptember 17. 18:30 | Egyesült Államok (USA)       | 1–3 | Argentína (ARG) | Nézőszám: 8519 Játékvezető: Stoyan Kostov Stoyanov (BUL), Wang Ning (CHN) |
| 2000. szeptember 17. 18:30 | (26–24, 23–25, 21–25, 18–25) |     |                 | Nézőszám: 8519 Játékvezető: Stoyan Kostov Stoyanov (BUL), Wang Ning (CHN) |

| 2000. szeptember 19. 10:00 | Argentína (ARG)              | 3–1 | Dél-Korea (KOR) | Nézőszám: 4462 Játékvezető: Hóbor Béla (HUN), Mahmoud Hosni Abdel Megid (EGY) |
| 2000. szeptember 19. 10:00 | (25–23, 17–25, 30–28, 25–21) |     |                 | Nézőszám: 4462 Játékvezető: Hóbor Béla (HUN), Mahmoud Hosni Abdel Megid (EGY) |

| 2000. szeptember 19. 14:30 | Oroszország (RUS)            | 3–1 | Egyesült Államok (USA) | Nézőszám: 7223 Játékvezető: Dean Turner (AUS), Fernando Nava (MEX) |
| 2000. szeptember 19. 14:30 | (25–18, 25–23, 21–25, 25–17) |     |                        | Nézőszám: 7223 Játékvezető: Dean Turner (AUS), Fernando Nava (MEX) |

| 2000. szeptember 19. 20:30 | Jugoszlávia (SCG)                   | 2–3 | Olaszország (ITA) | Nézőszám: 8199 Játékvezető: Jarmo Tapio Salonen (FIN), Stoyan Kostov Stoyanov (BUL) |
| 2000. szeptember 19. 20:30 | (19–25, 25–19, 22–25, 33–31, 20–22) |     |                   | Nézőszám: 8199 Játékvezető: Jarmo Tapio Salonen (FIN), Stoyan Kostov Stoyanov (BUL) |

| 2000. szeptember 21. 12:00 | Egyesült Államok (USA) | 0–3 | Jugoszlávia (SCG) | Nézőszám: 4348 Játékvezető: Josebel Palmeirim (BRA), Wang Ning (CHN) |
| 2000. szeptember 21. 12:00 | (15–25, 20–25, 23–25)  |     |                   | Nézőszám: 4348 Játékvezető: Josebel Palmeirim (BRA), Wang Ning (CHN) |

| 2000. szeptember 21. 12:30 | Olaszország (ITA)     | 3–0 | Argentína (ARG) | Nézőszám: 8185 Játékvezető: Fernando Nava (MEX), Takashi Shimoyama (JPN) |
| 2000. szeptember 21. 12:30 | (40–38, 25–18, 25–14) |     |                 | Nézőszám: 8185 Játékvezető: Fernando Nava (MEX), Takashi Shimoyama (JPN) |

| 2000. szeptember 21. 14:30 | Dél-Korea (KOR)                     | 2–3 | Oroszország (RUS) | Nézőszám: 8085 Játékvezető: Jose Ramon Perez Vento (CUB), Mahmoud Hosni Abdel Megid (EGY) |
| 2000. szeptember 21. 14:30 | (22–25, 25–22, 25–20, 27–29, 15–17) |     |                   | Nézőszám: 8085 Játékvezető: Jose Ramon Perez Vento (CUB), Mahmoud Hosni Abdel Megid (EGY) |

| 2000. szeptember 23. 12:05 | Jugoszlávia (SCG)            | 3–1 | Argentína (ARG) | Nézőszám: 4656 Játékvezető: Wang Ning (CHN), Fernando Nava (MEX) |
| 2000. szeptember 23. 12:05 | (21–25, 25–15, 25–23, 25–22) |     |                 | Nézőszám: 4656 Játékvezető: Wang Ning (CHN), Fernando Nava (MEX) |

| 2000. szeptember 23. 14:30 | Oroszország (RUS)            | 1–3 | Olaszország (ITA) | Nézőszám: 8278 Játékvezető: Josebel Palmeirim (BRA), Dean Turner (AUS) |
| 2000. szeptember 23. 14:30 | (20–25, 20–25, 25–22, 22–25) |     |                   | Nézőszám: 8278 Játékvezető: Josebel Palmeirim (BRA), Dean Turner (AUS) |

| 2000. szeptember 23. 18:30 | Egyesült Államok (USA)              | 2–3 | Dél-Korea (KOR) | Nézőszám: 8095 Játékvezető: Hóbor Béla (HUN), Themistoklis Kalpaktsoglou (GRE) |
| 2000. szeptember 23. 18:30 | (20–25, 27–25, 24–26, 25–21, 13–15) |     |                 | Nézőszám: 8095 Játékvezető: Hóbor Béla (HUN), Themistoklis Kalpaktsoglou (GRE) |

| 2000. szeptember 25. 10:00 | Argentína (ARG)       | 0–3 | Oroszország (RUS) | Nézőszám: 4676 Játékvezető: Songsak Chareonpong (THA), Takashi Shimoyama (JPN) |
| 2000. szeptember 25. 10:00 | (23–25, 15–25, 20–25) |     |                   | Nézőszám: 4676 Játékvezető: Songsak Chareonpong (THA), Takashi Shimoyama (JPN) |

| 2000. szeptember 25. 14:30 | Dél-Korea (KOR)                    | 2–3 | Jugoszlávia (SCG) | Nézőszám: 8149 Játékvezető: Josebel Palmeirim (BRA), Jose Ramon Perez Vento (CUB) |
| 2000. szeptember 25. 14:30 | (26–24, 20–25, 23–25, 25–19, 8–15) |     |                   | Nézőszám: 8149 Játékvezető: Josebel Palmeirim (BRA), Jose Ramon Perez Vento (CUB) |

| 2000. szeptember 25. 20:30 | Olaszország (ITA)            | 3–1 | Egyesült Államok (USA) | Nézőszám: 7960 Játékvezető: Dean Turner (AUS), Wang Ning (CHN) |
| 2000. szeptember 25. 20:30 | (21–25, 25–18, 25–18, 25–18) |     |                        | Nézőszám: 7960 Játékvezető: Dean Turner (AUS), Wang Ning (CHN) |

## Egyenes kieséses szakasz
|  |                |                   |                   |                   |   |                   |                   |                 |                 |               |               |       |       |
|  | Negyeddöntők   | Negyeddöntők      | Negyeddöntők      |                   |   | Elődöntők         | Elődöntők         | Elődöntők       |                 |               | Döntő         | Döntő | Döntő |
|  | Negyeddöntők   | Negyeddöntők      | Negyeddöntők      |                   |   | Elődöntők         | Elődöntők         | Elődöntők       |                 |               | Döntő         | Döntő | Döntő |
|  | szeptember 27. |                   |                   |                   |   |                   |                   |                 |                 |               |               |       |       |
|  |                |                   |                   |                   |   |                   |                   |                 |                 |               |               |       |       |
|  | A1             | Brazília (BRA)    | 1                 |                   |   |                   |                   |                 |                 |               |               |       |       |
|  | A1             | Brazília (BRA)    | 1                 | szeptember 29.    |   |                   |                   |                 |                 |               |               |       |       |
|  | B4             | Argentína (ARG)   | 3                 |                   |   |                   |                   |                 |                 |               |               |       |       |
|  | B4             | Argentína (ARG)   | 3                 |                   |   | Argentína (ARG)   | Argentína (ARG)   | 1               |                 |               |               |       |       |
|  | szeptember 27. |                   |                   |                   |   | Argentína (ARG)   | Argentína (ARG)   | 1               |                 |               |               |       |       |
|  |                |                   | Oroszország (RUS) | Oroszország (RUS) | 3 |                   |                   |                 |                 |               |               |       |       |
|  | A3             | Kuba (CUB)        | Oroszország (RUS) | Oroszország (RUS) | 3 | 2                 |                   |                 |                 |               |               |       |       |
|  | A3             | Kuba (CUB)        |                   |                   |   | 2                 | október 1.        |                 |                 |               |               |       |       |
|  | B2             | Oroszország (RUS) | 3                 |                   |   |                   |                   |                 |                 |               |               |       |       |
|  | B2             | Oroszország (RUS) | 3                 |                   |   | Oroszország (RUS) | Oroszország (RUS) | 0               |                 |               |               |       |       |
|  | szeptember 27. |                   |                   |                   |   | Oroszország (RUS) | Oroszország (RUS) | 0               |                 |               |               |       |       |
|  |                |                   | Jugoszlávia (SCG) | Jugoszlávia (SCG) | 3 |                   |                   |                 |                 |               |               |       |       |
|  | A2             | Hollandia (NED)   | Jugoszlávia (SCG) | Jugoszlávia (SCG) | 3 | 2                 |                   |                 |                 |               |               |       |       |
|  | A2             | Hollandia (NED)   | szeptember 29.    |                   |   | 2                 |                   |                 |                 |               |               |       |       |
|  | B3             | Jugoszlávia (SCG) | 3                 |                   |   |                   |                   |                 |                 |               |               |       |       |
|  | B3             | Jugoszlávia (SCG) | 3                 |                   |   | Jugoszlávia (SCG) | Jugoszlávia (SCG) | 3               | Bronzmérkőzés   | Bronzmérkőzés | Bronzmérkőzés |       |       |
|  | szeptember 27. |                   |                   |                   |   | Jugoszlávia (SCG) | Jugoszlávia (SCG) | 3               | Bronzmérkőzés   | Bronzmérkőzés | Bronzmérkőzés |       |       |
|  |                |                   | Olaszország (ITA) | Olaszország (ITA) | 0 |                   |                   | október 1.      | október 1.      | október 1.    |               |       |       |
|  | A4             | Ausztrália (AUS)  | Olaszország (ITA) | Olaszország (ITA) | 0 | 1                 |                   | október 1.      | október 1.      | október 1.    |               |       |       |
|  | A4             | Ausztrália (AUS)  |                   |                   |   |                   |                   | Argentína (ARG) | Argentína (ARG) | 0             |               |       |       |
|  | B1             | Olaszország (ITA) | 3                 |                   |   |                   |                   | Argentína (ARG) | Argentína (ARG) | 0             |               |       |       |
|  | B1             | Olaszország (ITA) | 3                 |                   |   | Olaszország (ITA) | Olaszország (ITA) | 3               |                 |               |               |       |       |
|  |                |                   |                   |                   |   | Olaszország (ITA) | Olaszország (ITA) | 3               |                 |               |               |       |       |

### Negyeddöntők
| 2000. szeptember 27. 12:30 | Kuba (CUB)                          | 2–3 | Oroszország (RUS) | Nézőszám: 7514 Játékvezető: Takashi Shimoyama (JPN), Dean Turner (AUS) |
| 2000. szeptember 27. 12:30 | (25–21, 23–25, 19–25, 25–19, 13–15) |     |                   | Nézőszám: 7514 Játékvezető: Takashi Shimoyama (JPN), Dean Turner (AUS) |

| 2000. szeptember 27. 14:30 | Ausztrália (AUS)             | 1–3 | Olaszország (ITA) | Nézőszám: 7852 Játékvezető: Juan Angel Pereyra (ARG), Jose Ramon Perez Vento (CUB) |
| 2000. szeptember 27. 14:30 | (14–25, 25–22, 19–25, 15–25) |     |                   | Nézőszám: 7852 Játékvezető: Juan Angel Pereyra (ARG), Jose Ramon Perez Vento (CUB) |

| 2000. szeptember 27. 18:30 | Brazília (BRA)               | 1–3 | Argentína (ARG) | Nézőszám: 8381 Játékvezető: Themistoklis Kalpaktsoglou (GRE), Stoyan Kostov Stoyanov (BUL) |
| 2000. szeptember 27. 18:30 | (25–17, 21–25, 19–25, 25–27) |     |                 | Nézőszám: 8381 Játékvezető: Themistoklis Kalpaktsoglou (GRE), Stoyan Kostov Stoyanov (BUL) |

| 2000. szeptember 27. 20:40 | Hollandia (NED)                     | 2–3 | Jugoszlávia (SCG) | Nézőszám: 8683 Játékvezető: Hóbor Béla (HUN), Jarmo Tapio Salonen (FIN) |
| 2000. szeptember 27. 20:40 | (21–25, 25–18, 18–25, 32–30, 15–17) |     |                   | Nézőszám: 8683 Játékvezető: Hóbor Béla (HUN), Jarmo Tapio Salonen (FIN) |

### Az 5–8. helyért
| 2000. szeptember 28. 10:00 | Brazília (BRA)                      | 3–2 | Kuba (CUB) | Nézőszám: 4716 Játékvezető: Kim Kun-Tae (KOR), Wang Ning (CHN) |
| 2000. szeptember 28. 10:00 | (23–25, 17–25, 25–21, 26–24, 15–11) |     |            | Nézőszám: 4716 Játékvezető: Kim Kun-Tae (KOR), Wang Ning (CHN) |

| 2000. szeptember 28. 12:30 | Hollandia (NED)       | 3–0 | Ausztrália (AUS) | Nézőszám: 4774 Játékvezető: Josebel Palmeirim (BRA), Jose Ramon Perez Vento (CUB) |
| 2000. szeptember 28. 12:30 | (25–20, 25–15, 25–21) |     |                  | Nézőszám: 4774 Játékvezető: Josebel Palmeirim (BRA), Jose Ramon Perez Vento (CUB) |

### Elődöntők
| 2000. szeptember 29. 18:30 | Argentína (ARG)              | 1–3 | Oroszország (RUS) | Nézőszám: 8177 Játékvezető: Jose Ramon Perez Vento (CUB), Wang Ning (CHN) |
| 2000. szeptember 29. 18:30 | (25–27, 30–32, 25–21, 11–25) |     |                   | Nézőszám: 8177 Játékvezető: Jose Ramon Perez Vento (CUB), Wang Ning (CHN) |

| 2000. szeptember 29. 20:45 | Jugoszlávia (SCG)     | 3–0 | Olaszország (ITA) | Nézőszám: 8577 Játékvezető: Takashi Shimoyama (JPN), Themistoklis Kalpaktsoglou (GRE) |
| 2000. szeptember 29. 20:45 | (27–25, 34–32, 25–14) |     |                   | Nézőszám: 8577 Játékvezető: Takashi Shimoyama (JPN), Themistoklis Kalpaktsoglou (GRE) |

### A 7. helyért
| 2000. szeptember 29. 12:30 | Kuba (CUB)            | 3–0 | Ausztrália (AUS) | Nézőszám: 8004 Játékvezető: Stoyan Kostov Stoyanov (BUL), Klaus Fezer (GER) |
| 2000. szeptember 29. 12:30 | (25–23, 25–11, 25–15) |     |                  | Nézőszám: 8004 Játékvezető: Stoyan Kostov Stoyanov (BUL), Klaus Fezer (GER) |

### Az 5. helyért
| 2000. szeptember 29. 14:30 | Brazília (BRA)        | 0–3 | Hollandia (NED) | Nézőszám: 8104 Játékvezető: Abdulkhaleq Isa Al Sabah (BRN), Kim Kun-Tae (KOR) |
| 2000. szeptember 29. 14:30 | (22–25, 20–25, 22–25) |     |                 | Nézőszám: 8104 Játékvezető: Abdulkhaleq Isa Al Sabah (BRN), Kim Kun-Tae (KOR) |

### Bronzmérkőzés
| 2000. október 1. 12:30 | Argentína (ARG)       | 0–3 | Olaszország (ITA) | Nézőszám: 8743 Játékvezető: Songsak Chareonpong (THA), Dean Turner (AUS) |
| 2000. október 1. 12:30 | (16–25, 15–25, 18–25) |     |                   | Nézőszám: 8743 Játékvezető: Songsak Chareonpong (THA), Dean Turner (AUS) |

### Döntő
| 2000. október 1. 14:30 | Oroszország (RUS)     | 0–3 | Jugoszlávia (SCG) | Nézőszám: 9444 Játékvezető: Juan Angel Pereyra (ARG), Hóbor Béla (HUN) |
| 2000. október 1. 14:30 | (22–25, 22–25, 20–25) |     |                   | Nézőszám: 9444 Játékvezető: Juan Angel Pereyra (ARG), Hóbor Béla (HUN) |

| A 2000. évi nyári olimpiai játékok férfi röplabdatornájának olimpiai bajnoka |
| · JUGOSZLÁVIA · 1. cím                                                       |
| ---------------------------------------------------------------------------- |

## Végeredmény
|          |                        |      | Mérkőzések | Mérkőzések | Szettek | Szettek | Szettek | Pontok | Pontok | Pontok |
| Helyezés | Csapat                 | Pont | Gy         | V          | Sz+     | Sz–     | SzA     | P+     | P–     | PA     |
| -------- | ---------------------- | ---- | ---------- | ---------- | ------- | ------- | ------- | ------ | ------ | ------ |
| Arany    | Jugoszlávia (SCG)      | 14   | 6          | 2          | 21      | 11      | 1,909   | 765    | 707    | 1,082  |
| Ezüst    | Oroszország (RUS)      | 14   | 6          | 2          | 19      | 13      | 1,462   | 739    | 714    | 1,035  |
| Bronz    | Olaszország (ITA)      | 15   | 7          | 1          | 21      | 8       | 2,625   | 725    | 629    | 1,153  |
| 4.       | Argentína (ARG)        | 11   | 3          | 5          | 11      | 18      | 0,611   | 643    | 716    | 0,898  |
|          |                        |      |            |            |         |         |         |        |        |        |
| 5.       | Hollandia (NED)        | 14   | 6          | 2          | 20      | 8       | 2,500   | 678    | 594    | 1,141  |
| 6.       | Brazília (BRA)         | 14   | 6          | 2          | 19      | 9       | 2,111   | 674    | 606    | 1,112  |
| 7.       | Kuba (CUB)             | 12   | 4          | 4          | 16      | 13      | 1,231   | 669    | 595    | 1,124  |
| 8.       | Ausztrália (AUS)       | 10   | 2          | 6          | 7       | 19      | 0,368   | 505    | 621    | 0,813  |
|          |                        |      |            |            |         |         |         |        |        |        |
| 9.       | Spanyolország (ESP)    | 6    | 1          | 4          | 7       | 12      | 0,583   | 404    | 444    | 0,910  |
| 10.      | Dél-Korea (KOR)        | 6    | 1          | 4          | 8       | 14      | 0,571   | 491    | 504    | 0,974  |
| 11.      | Egyesült Államok (USA) | 5    | 0          | 5          | 5       | 15      | 0,333   | 417    | 478    | 0,872  |
| 12.      | Egyiptom (EGY)         | 5    | 0          | 5          | 1       | 15      | 0,067   | 309    | 411    | 0,752  |